# District de Laishan
Le district de Laishan (莱山区 ; pinyin : Láishān Qū) est une subdivision administrative de la province du Shandong en Chine. Il est placé sous la juridiction de la ville-préfecture de Yantai.